# Reserva índia de White Earth
|  | Per a altres significats, vegeu «White Earth». |

White Earth és una reserva índia de la nació Chippewa de Minnesota. Fou creada el 1868 per a les bandes Pembina, Mississipi i Pillager de la nació anishinaabemowin. Té una extensió de 3400 km² i una població censada de 3.378 habitants segons el cens del 2000. Està situada a 225 milles de Minneapolis-Duluth i a 65 de Fargo.
El 1989 l'activista de l'AIM Winona LaDuke fundà el White Earth Land Recovery Project per a cobrar les terres arrabassades per la Dawes Act del 1887.
La principal font de recursos són els casinos i hotels Shooting Star a Mahnomen (Minnesota), que són les qui ofereixen més ocupació als habitants de la reserva.